# Campeonato Brasileiro de Basquete Masculino
O Campeonato Brasileiro de Basquete Masculino é o nome dado aos campeonatos de basquetebol masculino tidos como oficiais e chancelados pela  Confederação Brasileira de Basketball (CBB), entidade controladora do esporte no Brasil e filiada a FIBA. Desde 2009 o campeonato chancelado pela CBB é o Novo Basquete Brasil (NBB), passando por um hiato entre o início da temporada de 2023–24 e o meio da temporada de 2024–25.
Entre os anos de 1965 e 1989, o campeonato era denominado Taça Brasil de Basquete; a partir de 1990, o torneio passou a ser chamado de Campeonato Nacional de Basquete e organizado diretamente pela Confederação Brasileira. Em 2008, foi fundada a Liga Nacional de Basquete como nova organizadora do torneio, e o Campeonato Brasileiro de Basquete passou a ser chamado de Novo Basquete Brasil (NBB) desde 2009.

## Títulos

### Por equipe
| Clube                  | Títulos | Vices | Anos dos Títulos                                                                                      | Anos em que foi vice                                           |
| ---------------------- | ------- | ----- | --- | -------------------------------------------------------------- |
| Franca                 | 15      | 9     | 1971, 1974, 1975, 1980, 1981, 1990, 1991, 1993, 1997, 1998, 1999, 2021-22, 2022-23, 2023-24 e 2024-25 | 1979, 1981, 1982, 1986, 1988-89, 1994, 2007, 2010-11 e 2018-19 |
| Flamengo               | 8       | 7     | 2008, 2008-09, 2012-13, 2013-14, 2014-15, 2015-16, 2018-19 e 2020-21                                  | 1977, 1984-85, 2000, 2004, 2009-10, 2021-22 e 2023-24          |
| Sírio                  | 7       | 4     | 1968, 1970, 1972, 1978, 1979, 1983 e 1988-89                                                          | 1969, 1971, 1981, 1987                                         |
| Monte Líbano           | 5       | 0     | 1982, 1984-85, 1985-86, 1986 e 1987                                                                   | —                                                              |
| Corinthians            | 4       | 5     | 1965, 1966, 1969 e 1996                                                                               | 1967, 1968, 1970, 1983 e 1985-86                               |
| Lobos Brasília         | 4       | 2     | 2007, 2009-10, 2010-11 e 2011-12                                                                      | 2008 e 2008-09                                                 |
| Vasco da Gama          | 2       | 4     | 2000 e 2001                                                                                           | 1965, 1966, 1980 e 1999                                        |
| Bauru                  | 2       | 2     | 2002 e 2016-17                                                                                        | 2014-15 e 2015-16                                              |
| Rio Claro              | 2       | 0     | 1992 e 1995                                                                                           | —                                                              |
| Unitri/Uberlândia      | 1       | 3     | 2004                                                                                                  | 2003, 2005 e 2012-13                                           |
| Palmeiras              | 1       | 2     | 1977                                                                                                  | 1975 e 1978                                                    |
| Corinthians-RS         | 1       | 2     | 1994                                                                                                  | 1996 e 1997                                                    |
| COC/Ribeirão Preto     | 1       | 2     | 2003                                                                                                  | 1998 e 2001                                                    |
| Paulistano             | 1       | 2     | 2017-18                                                                                               | 2013-14 e 2016-17                                              |
| Vila Nova              | 1       | 1     | 1973                                                                                                  | 1974                                                           |
| São José               | 1       | 1     | 1981                                                                                                  | 2011-12                                                        |
| Botafogo               | 1       | 0     | 1967                                                                                                  | —                                                              |
| Telemar/Rio de Janeiro | 1       | 0     | 2005                                                                                                  | —                                                              |

### Por federação
| Estado            | Títulos | Vices | 3.º lugar | 4.º lugar |
| ----------------- | ------- | ----- | --------- | --------- |
| São Paulo         | 39      | 37    | 27        | 30        |
| Rio de Janeiro    | 12      | 12    | 15        | 11        |
| Distrito Federal  | 4       | 2     | 0         | 2         |
| Minas Gerais      | 1       | 3     | 10        | 5         |
| Rio Grande do Sul | 1       | 2     | 1         | 1         |
| Goiás             | 1       | 1     | 3         | 2         |
| Bahia             | 0       | 0     | 1         | 0         |
| Santa Catarina    | 0       | 0     | 0         | 2         |
| Ceará             | 0       | 0     | 0         | 1         |
| Pernambuco        | 0       | 0     | 0         | 1         |
| Paraná            | 0       | 0     | 0         | 1         |

### Por jogador
| Atleta               | Total de Conquistas | Anos dos Títulos                          |
| -------------------- | ------------------- | ----------------------------------------- |
| Fausto Giannecchini  | 7                   | 1971, 1973, 1974, 1975, 1980, 1981 e 1983 |
| Marquinhos Vieira    | 7                   | 2002, 2013, 2014, 2015, 2016, 2019 e 2021 |
| Marcelinho Machado   | 7                   | 2005, 2008, 2009, 2013, 2014, 2015 e 2016 |
| Demétrius            | 6                   | 1993, 1997, 1998, 2000, 2001 e 2005       |
| Helinho              | 6                   | 1997, 1998, 1999, 2000, 2001 e 2004       |
| Alex Garcia          | 6                   | 2003, 2007, 2010, 2011, 2012 e 2017       |
| Olivinha             | 6                   | 2013, 2014, 2015, 2016, 2019 e 2021       |
| Jhonatan Luz         | 6                   | 2018, 2019, 2021, 2022, 2023 e 2024       |
| Ubiratan Maciel      | 5                   | 1965, 1966, 1969, 1977 e 1981             |
| Dodi                 | 5                   | 1968, 1970, 1972, 1978 e 1979             |
| Hélio Rubens Garcia  | 5                   | 1971, 1974, 1975, 1980 e 1981             |
| Robertão Corrêa      | 5                   | 1971, 1974, 1975, 1980 e 1981             |
| Chuí                 | 5                   | 1981, 1989, 1993, 1998 e 1999             |
| Cadum                | 5                   | 1982, 1984, 1985, 1986 e 1987             |
| Maury                | 5                   | 1983, 1984, 1985, 1986 e 1987             |
| Janjão               | 5                   | 1990, 1991, 1993, 2001 e 2004             |
| Valtinho             | 5                   | 1995, 1999, 2004, 2010 e 2017             |
| Rogério Klafke       | 5                   | 1997, 1998, 2000, 2001 e 2004             |
| Arthur Belchor       | 5                   | 2003, 2007, 2010, 2011 e 2012             |
| Márcio Cipriano      | 5                   | 2003, 2007, 2010, 2011 e 2012             |
| Nezinho              | 5                   | 2003, 2007, 2010, 2011 e 2012             |
| Alírio               | 5                   | 2007, 2008, 2009, 2011 e 2012             |
| Gegê Chaia           | 5                   | 2013, 2014, 2015, 2016 e 2017             |
| Fransérgio Garcia    | 4                   | 1971, 1974, 1975 e 1980                   |
| Toto Garcia          | 4                   | 1971, 1974, 1975 e 1980                   |
| Gilson Trindade      | 4                   | 1974, 1975, 1977 e 1981                   |
| Guerrinha            | 4                   | 1980, 1981, 1990 e 1991                   |
| André Stoffel        | 4                   | 1982, 1984, 1985 e 1986                   |
| Israel Andrade       | 4                   | 1982, 1984, 1985 e 1986                   |
| Paulinho Villas Boas | 4                   | 1983, 1987, 1992 e 1995                   |
| Pipoka               | 4                   | 1984, 1985, 1986 e 1987                   |
| Pisérgio             | 4                   | 1984, 1985, 1986 e 1987                   |
| Toninho              | 4                   | 1984, 1985, 1986 e 1987                   |
| Fernando Minucci     | 4                   | 1990, 1991, 1996 e 1997                   |
| Josuel dos Santos    | 4                   | 1993, 1995, 2002 e 2005                   |
| Brasília             | 4                   | 1996, 2002, 2004 e 2010                   |
| Sandro Varejão       | 4                   | 1999, 2000, 2001 e 2005                   |
| Duda Machado         | 4                   | 2007, 2008, 2009 e 2013                   |
| Rossi                | 4                   | 2007, 2010, 2011 e 2012                   |

|  |                        |
|  | Jogadores em atividade |

### Por técnico
| Técnico               | Total de Conquistas | Anos dos Títulos                                      |
| --------------------- | ------------------- | ----------------------------------------------------- |
| Hélio Rubens Garcia   | 9                   | 1990, 1991, 1993, 1997, 1998, 1999, 2000, 2001 e 2004 |
| Pedro Morilla Fuentes | 5                   | 1971, 1974, 1975, 1980 e 1981                         |
| Cláudio Mortari       | 5                   | 1977, 1978, 1979, 1983 e 1995                         |
| Edvar Simões          | 5                   | 1981, 1984, 1985, 1986 e 1987                         |
| José Neto             | 4                   | 2013, 2014, 2015 e 2016                               |
| Helinho Garcia        | 4                   | 2022, 2023, 2024 e 2025                               |
| Moacyr Brondi Daiuto  | 3                   | 1965, 1966 e 1969                                     |
| José Carlos Vidal     | 3                   | 2007, 2011 e 2012                                     |
| Gustavo de Conti      | 3                   | 2018, 2019 e 2021                                     |
| Angel Crespo          | 2                   | 1968 e 1970                                           |
| Lula Ferreira         | 2                   | 2003 e 2010                                           |
| Paulo Chupeta         | 2                   | 2008 e 2009                                           |

|  |                       |
|  | Técnicos em atividade |

## Participações
Acumuladas até a temporada 2023/24:
| Clube              | TB | CNB | NBB | Total | Primeira | Última  |
| ------------------ | -- | --- | --- | ----- | -------- | ------- |
| Franca             | 16 | 18  | 17  | 51    | 1971     | 2024–25 |
| Minas              | 14 | 16  | 17  | 47    | 1966     | 2024–25 |
| Flamengo           | 9  | 14  | 17  | 40    | 1975     | 2024–25 |
| Vasco da Gama      | 19 | 8   | 5   | 32    | 1965     | 2024–25 |
| Bauru              | 0  | 6   | 17  | 23    | 1999     | 2024–25 |
| Corinthians        | 12 | 4   | 7   | 23    | 1965     | 2024–25 |
| Sírio              | 17 | 4   | 0   | 21    | 1968     | 1995    |
| Mogi das Cruzes    | 0  | 10  | 12  | 22    | 1996     | 2024–25 |
| Pinheiros          | 0  | 5   | 17  | 22    | 1998     | 2024–25 |
| Paulistano         | 0  | 4   | 17  | 21    | 2004     | 2024–25 |
| União Corinthians  | 4  | 11  | 4   | 19    | 1984–85  | 2024–25 |
| Ginástico          | 9  | 8   | 0   | 17    | 1977     | 1995    |
| Rio Claro          | 2  | 10  | 5   | 17    | 1987     | 2022–23 |
| Palmeiras          | 5  | 7   | 4   | 16    | 1973     | 2014–15 |
| São José           | 4  | 0   | 13  | 17    | 1981-I   | 2024–25 |
| Jóquei Clube       | 11 | 3   | 0   | 14    | 1975     | 1993    |
| Lobos Brasília     | 0  | 5   | 9   | 14    | 2004     | 2016–17 |
| Unitri/Uberlândia  | 0  | 9   | 5   | 14    | 1999     | 2014–15 |
| Fluminense         | 10 | 2   | 0   | 12    | 1972     | 2002    |
| Sogipa             | 7  | 5   | 0   | 12    | 1979     | 2001    |
| Botafogo           | 4  | 4   | 5   | 13    | 1967     | 2024–25 |
| Basquete Cearense  | 0  | 0   | 13  | 13    | 2012–13  | 2024–25 |
| COC/Ribeirão Preto | 0  | 10  | 0   | 10    | 1997     | 2006    |
| Monte Líbano       | 8  | 2   | 0   | 10    | 1981-II  | 1993    |
| Araraquara         | 0  | 5   | 4   | 9     | 2002     | 2011–12 |
| Joinville BA       | 0  | 4   | 5   | 9     | 1994     | 2018–19 |
| Londrina           | 0  | 9   | 0   | 9     | 1997     | 2007    |

## Melhores do campeonato (1996-2024)
Foram consideradas as maiores médias em cada quesito e não o valor total. 
| Edição           |                | Assistência                  |                         | Roubo de Bola                                            |                | Cestinha                                     |                      | Toco                                |                | Reboteiro                                 |
| ---------------- | -------------- | ---------------------------- | ----------------------- | -------------------------------------------------------- | -------------- | -------------------------------------------- | -------------------- | ----------------------------------- | -------------- | ----------------------------------------- |
| 1996 Detalhes    | Brasil         | Maury (Guaru)                | Brasil                  | Demétrius (Franca)                                       | Brasil         | Rogério Klafke (Franca)                      | Brasil               | Oscar Schmidt (Corinthians)         | Brasil         | Caio Silveira (Nosso Clube-Limeira)       |
| 1997 Detalhes    | Estados Unidos | Marc Brown (Corinthians-RS)  | Brasil                  | Luiz Felipe (ABAJ-Joinville)                             | Brasil         | Oscar Schimdt (Corinthians)                  | Brasil               | Pipoka (Mogi das Cruzes)            | Brasil         | Josuel (COC/Ribeirão Preto)               |
| 1998 Detalhes    | Brasil         | Demétrius (Franca)           | Estados Unidos          | Ernest Patterson (Palmeiras)                             | Brasil         | Oscar Schimdt (Bandeirantes/Barueri)         | Brasil               | Pipoka (Mogi das Cruzes)            | Estados Unidos | Leon Jones (Palmeiras)                    |
| 1999 Detalhes    | Brasil         | Maury (Bauru)                | Brasil                  | Marcelinho Machado (Botafogo)                            | Brasil         | Oscar Schimdt (Mackenzie/Microcamp/Barueri)  | Brasil               | Pipoka (Flamengo)                   | Brasil         | Josuel (Mackenzie/Microcamp/Barueri)      |
| 2000 Detalhes    | Brasil         | Maury (Bauru)                | Brasil                  | Demétrius (Vasco)                                        | Brasil         | Oscar Schimdt (Flamengo)                     | Brasil               | Alírio (Mogi das Cruzes)            | Brasil         | Gastão (Casa Branca)                      |
| 2001 Detalhes    | Brasil         | Álvaro Reis (Unisanta)       | Brasil                  | Fúlvio (Casa Branca)                                     | Brasil         | Oscar Schimdt (Flamengo)                     | Brasil               | Marcionílio (Universo/Ajax)         | Estados Unidos | Mike Higgins (Fluminense)                 |
| 2002 Detalhes    | Brasil         | Valtinho (Unit/Uberlândia)   | Brasil                  | Demétrius (Minas)                                        | Brasil         | Oscar Schimdt (Flamengo)                     | Brasil               | Alírio (Mogi das Cruzes)            | Brasil         | Janjão (Flamengo)                         |
| 2003 Detalhes    | Argentina      | Daniel Farabello (Vasco)     | Brasil                  | Valtinho (Unit/Uberlândia)                               | Brasil         | Oscar Schimdt (Flamengo)                     | Brasil               | Alírio (Mogi das Cruzes)            | Brasil         | Ricardo Probst (Londrina)                 |
| 2004 Detalhes    | Brasil         | Nezinho (COC/Ribeirão Preto) | Brasil                  | Valtinho (Unit/Uberlândia)                               | Brasil         | Vanderlei Mazzuchini (Universo/Ajax)         | Brasil               | Alírio (Corinthians/Mogi)           | Brasil         | Luís Fernando (Araraquara)                |
| 2005 Detalhes    | Brasil         | Nezinho (COC/Ribeirão Preto) | Brasil                  | Marcelinho Machado (Telemar/Rio de Janeiro)              | Brasil         | Vanderlei Mazzuchini (Joinville BA)          | Brasil               | Todão (Ulbra/Torres)                | Brasil         | Ricardo Probst (Paulistano)               |
| 2006 Detalhes    | Brasil         | Nezinho (COC/Ribeirão Preto) | Brasil                  | Demétrius (Franca)                                       | Brasil         | Jefferson William (COC/Ribeirão Preto)       | Brasil               | Murilo Becker (Franca)              | Brasil         | Paulão Prestes (COC/Ribeirão Preto)       |
| 2007 Detalhes    | Argentina      | Facundo Sucatzky (Minas)     | Brasil                  | Nezinho (Lobos Brasília)                                 | Estados Unidos | Victor Thomas (Minas)                        | Brasil               | Alírio (Lobos Brasília)             | Brasil         | Shilton (Joinville BA)                    |
| 2008 Detalhes    | Argentina      | Facundo Sucatzky (Minas)     | Brasil                  | Duda Machado (Flamengo)                                  | Brasil         | Marcelinho Machado (Flamengo)                | Brasil               | Estevam Ferreira (Lobos Brasília)   | Brasil         | Shilton (Joinville BA)                    |
| 2009 Detalhes    | Argentina      | Facundo Sucatzky (Minas)     | Estados Unidos          | Larry Taylor (Bauru)                                     | Brasil         | Marcelinho Machado (Flamengo)                | Brasil               | Guilherme Teichmann (Limeira)       | Brasil         | Shilton (Joinville BA)                    |
| 2009-10 Detalhes | Argentina      | Facundo Sucatzky (Minas)     | Estados Unidos          | Magen McNeil (Cetaf)                                     | Brasil         | Marcelinho Machado (Flamengo)                | Brasil               | Adriano Machado (ADL-Londrina)      | Brasil         | Olivinha (Pinheiros)                      |
| 2010-11 Detalhes | Brasil         | Fúlvio (São José)            | Brasil                  | Nezinho (Lobos Brasília)                                 | Brasil         | Marcelinho Machado (Flamengo)                | Brasil               | Adriano Machado (Assis)             | Brasil         | Shilton (Joinville BA)                    |
| 2011-12 Detalhes | Brasil         | Fúlvio (São José)            | Estados Unidos          | Kojo Mensah (Joinville BA)                               | Brasil         | Murilo Becker (São José)                     | Brasil               | Léo Waszkiewicz (Unitri/Uberlândia) | Brasil         | Murilo Becker (São José)                  |
| 2012-13 Detalhes | Brasil         | Fúlvio (São José)            | Brasil                  | Neto (Liga Sorocabana)                                   | Estados Unidos | Desmond Holloway (Liga Sorocabana)           | Brasil               | Felipe Ribeiro (Basquete Cearense)  | Brasil         | Olivinha (Flamengo)                       |
| 2013-14 Detalhes | Brasil         | Valtinho (Unitri/Uberlândia) | Argentina               | Maxi Stanic (Palmeiras)                                  | Estados Unidos | Shamell (Pinheiros)                          | Brasil               | Morro (Pinheiros)                   | Brasil         | Jefferson William (São José)              |
| 2014-15 Detalhes | Brasil         | Ricardo Fischer (Bauru)      | Estados Unidos          | Worrell Clahar (Liga Sorocabana)                         | Estados Unidos | Shamell (Mogi das Cruzes)                    | Estados Unidos       | Jerome Meyinsse (Flamengo)          | Brasil         | Caio Torres (São José)                    |
| 2015-16 Detalhes | Brasil         | Fúlvio (Lobos Brasília)      | Brasil                  | Neto (Liga Sorocabana)                                   | Brasil         | Neto (Liga Sorocabana)                       | Brasil               | Thiago Mathias (Franca)             | Brasil         | Guilherme Teichmann (Rio Claro)           |
| 2016-17 Detalhes | Brasil         | Fúlvio (Lobos Brasília)      | Estados Unidos          | Kenny Dawkins (Universo/EC Vitória)                      | Estados Unidos | Kendall Anthony (Macaé)                      | Brasil               | Léo Waszkiewicz (Basquete Cearense) | Brasil         | Olivinha (Flamengo)                       |
| 2017-18 Detalhes | Brasil         | Gegê (Minas)                 | Estados Unidos          | Deonta Stocks (Joinville-AABJ)                           | Brasil         | Marquinhos (Flamengo)                        | Brasil               | Guilherme Teichmann (Minas)         | Brasil         | Léo Waszkiewicz (Basquete Cearense)       |
| 2018-19 Detalhes | Brasil         | Gegê (Minas)                 | Brasil                  | Jefferson Socas (Joinville-AABJ)                         | Estados Unidos | Kyle Fuller (Corinthians)                    | Brasil               | Léo Waszkiewicz (Minas)             | Brasil         | J.P. Batista (Mogi das Cruzes)            |
| 2019-20 Detalhes | Uruguai        | Pepo Vidal (Unifacisa)       | Brasil                  | Gegê (Pato Basquete)                                     | Brasil         | Leandrinho Barbosa (Minas)                   | Brasil               | João Vitor (Unifacisa)              | Brasil         | Georginho (São Paulo)                     |
| 2020-21 Detalhes | Brasil         | Fúlvio (Mogi das Cruzes)     | Estados Unidos          | Dontrell Brite (Fortaleza/Basq. Cearense)                | Brasil         | Lucas Dias (Franca)                          | Brasil               | Lucas Mariano (São Paulo)           | Brasil         | Thiago Mathias (Fortaleza/Basq. Cearense) |
| 2021-22 Detalhes | Brasil         | Elinho (São Paulo)           | Estados Unidos · Brasil | Dontrell Brite (Bauru) Guilherme Lessa (Mogi das Cruzes) | Brasil         | Lucas Mariano (Franca)                       | Brasil               | Bruno Caboclo (São Paulo)           | Brasil         | Mãozinha (Fortaleza/Basq. Cearense)       |
| 2022-23 Detalhes | Brasil         | Elinho (São Paulo)           | Brasil                  | Adyel (Paulistano)                                       | Estados Unidos | Dexter McClanahan (Fortaleza/Basq. Cearense) | Brasil               | Mãozinha (Corinthians)              | Brasil         | Mãozinha (Corinthians)                    |
| 2023-24 Detalhes | Brasil         | Elinho (Corinthians)         | Estados Unidos          | Dontrell Brite (Bauru)                                   | Estados Unidos | Isaac Thornton (Botafogo)                    | Brasil               | França (Botafogo)                   | Brasil         | Ruan (Paulistano)                         |
| 2024-25 Detalhes | Brasil         | Elinho (Corinthians)         | Estados Unidos          | Dontrell Brite (Bauru)                                   | Estados Unidos | Dontrell Brite (Bauru)                       | República Dominicana | Luis Montero (Minas)                | Brasil         | Georginho (Franca)                        |

## Seleção do NBB
| Edição           |                         | Pos. 1                           |                | Pos. 2                         |                | Pos. 3                        |                | Pos. 4                                |        | Pos. 5                         |
| ---------------- | ----------------------- | -------------------------------- | -------------- | ------------------------------ | -------------- | ----------------------------- | -------------- | ------------------------------------- | ------ | ------------------------------ |
| 2008-09 Detalhes | Estados Unidos · Brasil | Larry Taylor (Bauru)             | Brasil         | Alex Garcia (Lobos Brasília)   | Brasil         | Marcelinho Machado (Flamengo) | Brasil         | Rafael Bábby (Flamengo)               | Brasil | Murilo Becker (Minas)          |
| 2009-10 Detalhes | Brasil                  | Fúlvio (São José)                | Brasil         | Alex Garcia (Lobos Brasília)   | Brasil         | Marcelinho Machado (Flamengo) | Brasil         | Guilherme Giovannoni (Lobos Brasília) | Brasil | Murilo Becker (Minas)          |
| 2010-11 Detalhes | Estados Unidos · Brasil | Larry Taylor (Bauru)             | Brasil         | Alex Garcia (Lobos Brasília)   | Brasil         | Marquinhos (Pinheiros)        | Brasil         | Guilherme Giovannoni (Lobos Brasília) | Brasil | Murilo Becker (São José)       |
| 2011-12 Detalhes | Brasil                  | Fúlvio (São José)                | Brasil         | Alex Garcia (Lobos Brasília)   | Brasil         | Marquinhos (Pinheiros)        | Brasil         | Guilherme Giovannoni (Lobos Brasília) | Brasil | Murilo Becker (São José)       |
| 2012-13 Detalhes | Brasil                  | Fúlvio (São José)                | Estados Unidos | Robert Day (Unitri/Uberlândia) | Brasil         | Marquinhos (Flamengo)         | Brasil         | Rafael Mineiro (Pinheiros)            | Brasil | Caio Torres (Flamengo)         |
| 2013-14 Detalhes | Argentina               | Nicolás Laprovittola (Flamengo)  | Estados Unidos | David Jackson (Limeira)        | Brasil         | Marquinhos (Flamengo)         | Brasil         | Jefferson William (São José)          | Brasil | Paulão Prestes (Franca)        |
| 2014-15 Detalhes | Brasil                  | Ricardo Fischer (Bauru)          | Brasil         | Alex Garcia (Bauru)            | Brasil         | Marquinhos (Flamengo)         | Brasil         | Guilherme Giovannoni (Lobos Brasília) | Brasil | Rafael Hettsheimeir (Bauru)    |
| 2015-16 Detalhes | Brasil                  | Davi Rosseto (Basquete Cearense) | Brasil         | Alex Garcia (Bauru)            | Brasil         | Marquinhos (Flamengo)         | Brasil         | Caio Torres (Paulistano)              | Brasil | Rafael Hettsheimeir (Bauru)    |
| 2016-17 Detalhes | Brasil                  | Fúlvio (Lobos Brasília)          | Brasil         | Alex Garcia (Bauru)            | Estados Unidos | Desmond Holloway (Pinheiros)  | Brasil         | Jefferson William (Bauru)             | Brasil | Lucas Mariano (Lobos Brasília) |
| 2017-18 Detalhes | Brasil                  | Elinho (Paulistano)              | Brasil         | Cauê Borges (Caxias do Sul)    | Brasil         | Marquinhos (Flamengo)         | Estados Unidos | Tyrone (Mogi das Cruzes)              | Brasil | Rafael Hettsheimeir (Bauru)    |
| 2018-19 Detalhes | Argentina               | Franco Balbi (Flamengo)          | Estados Unidos | David Jackson (Franca)         | Brasil         | Marquinhos (Flamengo)         | Brasil         | Lucas Dias (Franca)                   | Brasil | J.P. Batista (Mogi das Cruzes) |
| 2019-20 Detalhes | Brasil                  | Georginho (São Paulo)            | Brasil         | André Goés (Mogi das Cruzes)   | Brasil         | Marquinhos (Flamengo)         | Estados Unidos | Devon Scott (Minas)                   | Brasil | Rafael Hettsheimeir (Franca)   |
| 2020-21 Detalhes | Brasil                  | Georginho (São Paulo)            | Estados Unidos | David Jackson (Minas)          | Brasil         | Marquinhos (Flamengo)         | Brasil         | Lucas Dias (Franca)                   | Brasil | Lucas Mariano (São Paulo)      |
| 2021-22 Detalhes | Brasil                  | Elinho (São Paulo)               | Estados Unidos | Shaquille Johnson (Minas)      | Brasil         | Marquinhos (São Paulo)        | Brasil         | Bruno Caboclo (São Paulo)             | Brasil | Lucas Mariano (Franca)         |
| 2022-23 Detalhes | Brasil                  | Georginho (São Paulo)            | Estados Unidos | Shaquille Johnson (Minas)      | Estados Unidos | David Jackson (Franca)        | Brasil         | Lucas Dias (Franca)                   | Brasil | Lucas Mariano (Franca)         |
| 2023-24 Detalhes | Brasil                  | Elinho (Corinthians)             | Brasil         | Gui Deodato (Flamengo)         | Estados Unidos | Isaac Thornton (Botafogo)     | Brasil         | Lucas Dias (Franca)                   | Brasil | Gabriel Jaú (Flamengo)         |
| 2024-25 Detalhes | Brasil                  | Dontrell Brite (Bauru)           | Estados Unidos | Shaquille Johnson (Flamengo)   | Brasil         | Didi Louzada (Franca)         | Brasil         | Lucas Dias (Franca)                   | Brasil | Ruan Miranda (Flamengo)        |

## Jogador mais valioso (MVP)
- 2008-09 -  Marcelinho Machado (Flamengo)
- 2009-10 -  Marcelinho Machado (Flamengo)
- 2010-11 -  Guilherme Giovannoni (Lobos Brasília)
- 2011-12 -  Murilo Becker (São José)
- 2012-13 -  Marquinhos (Flamengo)
- 2013-14 -  David Jackson (Limeira)
- 2014-15 -  Alex Garcia (Bauru)
- 2015-16 -  Marquinhos (Flamengo)
- 2016-17 -  Desmond Holloway (Pinheiros)
- 2017-18 -  Marquinhos (Flamengo)
- 2018-19 -  J.P. Batista (Mogi das Cruzes)
- 2019-20 -  Georginho (São Paulo)
- 2020-21 -  Lucas Mariano (São Paulo)
- 2021-22 -  Bruno Caboclo (São Paulo)
- 2022-23 -  Lucas Dias (Franca)
- 2023-24 -  Lucas Dias (Franca)
- 2024-25 -  Dontrell Brite (Bauru)

## Participantes por estado (1990-2024)
| Ano     | São Paulo | Rio de Janeiro | Minas Gerais | Rio Grande do Sul | Distrito Federal (Brasil) | Santa Catarina | Paraná | Goiás | Espírito Santo (estado) | Pernambuco | Bahia | Ceará | Paraíba | TOTAL |
|         | SP        | RJ             | MG           | RS                | DF                        | SC             | PR     | GO    | ES                      | PE         | BA    | CE    | PB      |       |
| ------- | --------- | -------------- | ------------ | ----------------- | ------------------------- | -------------- | ------ | ----- | ----------------------- | ---------- | ----- | ----- | ------- | ----- |
| 1990    | 5         | 2              | 3            | 1                 | 1                         | 0              | 0      | 0     | 0                       | 0          | 0     | 0     | 0       | 12    |
| 1991    | 5         | 0              | 3            | 2                 | 0                         | 0              | 0      | 1     | 0                       | 0          | 0     | 0     | 0       | 11    |
| 1992    | 6         | 1              | 2            | 2                 | 0                         | 0              | 0      | 1     | 0                       | 0          | 0     | 0     | 0       | 12    |
| 1993    | 8         | 1              | 2            | 2                 | 0                         | 0              | 1      | 2     | 0                       | 0          | 0     | 0     | 0       | 16    |
| 1994    | 9         | 3              | 2            | 1                 | 0                         | 1              | 1      | 0     | 0                       | 0          | 0     | 0     | 0       | 17    |
| 1995    | 11        | 4              | 3            | 1                 | 0                         | 1              | 1      | 0     | 0                       | 0          | 0     | 0     | 0       | 21    |
| 1996    | 6         | 1              | 2            | 1                 | 0                         | 1              | 1      | 0     | 0                       | 0          | 0     | 0     | 0       | 12    |
| 1997    | 6         | 1              | 2            | 1                 | 0                         | 1              | 1      | 0     | 0                       | 0          | 0     | 0     | 0       | 12    |
| 1998    | 7         | 3              | 1            | 1                 | 0                         | 1              | 1      | 0     | 0                       | 0          | 0     | 0     | 0       | 14    |
| 1999    | 7         | 3              | 1            | 1                 | 0                         | 1              | 1      | 0     | 0                       | 0          | 0     | 0     | 0       | 14    |
| 2000    | 7         | 3              | 1            | 1                 | 0                         | 1              | 1      | 0     | 0                       | 0          | 0     | 0     | 0       | 14    |
| 2001    | 7         | 4              | 1            | 1                 | 0                         | 1              | 1      | 1     | 0                       | 0          | 0     | 0     | 0       | 16    |
| 2002    | 8         | 4              | 2            | 1                 | 0                         | 0              | 1      | 1     | 0                       | 0          | 0     | 0     | 0       | 17    |
| 2003    | 9         | 3              | 2            | 1                 | 0                         | 0              | 1      | 1     | 0                       | 0          | 0     | 0     | 0       | 17    |
| 2004    | 6         | 3              | 2            | 1                 | 1                         | 1              | 1      | 1     | 0                       | 0          | 0     | 0     | 0       | 16    |
| 2005    | 6         | 2              | 2            | 1                 | 1                         | 1              | 2      | 1     | 0                       | 0          | 0     | 0     | 0       | 16    |
| 2006    | 10        | 2              | 2            | 1                 | 1                         | 2              | 2      | 1     | 0                       | 1          | 0     | 0     | 0       | 22    |
| 2007    | 3         | 3              | 2            | 0                 | 1                         | 1              | 1      | 0     | 2                       | 0          | 0     | 0     | 0       | 13    |
| 2008    | 1         | 2              | 2            | 1                 | 1                         | 1              | 1      | 0     | 2                       | 0          | 1     | 0     | 0       | 12    |
| 2009    | 8         | 1              | 1            | 1                 | 1                         | 1              | 0      | 0     | 2                       | 0          | 0     | 0     | 0       | 15    |
| 2009/10 | 7         | 1              | 1            | 0                 | 1                         | 1              | 1      | 0     | 2                       | 0          | 0     | 0     | 0       | 14    |
| 2010/11 | 8         | 1              | 2            | 0                 | 1                         | 1              | 0      | 0     | 2                       | 0          | 0     | 0     | 0       | 15    |
| 2011/12 | 8         | 2              | 2            | 0                 | 1                         | 1              | 0      | 0     | 1                       | 0          | 0     | 0     | 0       | 15    |
| 2012/13 | 10        | 2              | 2            | 0                 | 1                         | 1              | 0      | 0     | 1                       | 0          | 0     | 1     | 0       | 18    |
| 2013/14 | 9         | 2              | 2            | 0                 | 1                         | 0              | 0      | 1     | 1                       | 0          | 0     | 1     | 0       | 17    |
| 2014/15 | 10        | 2              | 2            | 0                 | 1                         | 0              | 0      | 0     | 0                       | 0          | 0     | 1     | 0       | 16    |
| 2015/16 | 8         | 2              | 1            | 1                 | 1                         | 0              | 0      | 0     | 0                       | 0          | 1     | 1     | 0       | 15    |
| 2016/17 | 6         | 3              | 1            | 1                 | 1                         | 0              | 1      | 0     | 0                       | 0          | 1     | 1     | 0       | 15    |
| 2017/18 | 6         | 3              | 1            | 1                 | 0                         | 1              | 1      | 0     | 0                       | 0          | 1     | 1     | 0       | 15    |
| 2018/19 | 7         | 3              | 1            | 0                 | 1                         | 1              | 0      | 0     | 0                       | 0          | 0     | 1     | 0       | 14    |
| 2019/20 | 9         | 2              | 1            | 0                 | 1                         | 0              | 1      | 0     | 0                       | 0          | 0     | 1     | 1       | 16    |
| 2020/21 | 7         | 1              | 1            | 1                 | 2                         | 0              | 2      | 0     | 0                       | 0          | 0     | 1     | 1       | 16    |
| 2021/22 | 8         | 1              | 1            | 2                 | 2                         | 0              | 1      | 0     | 0                       | 0          | 0     | 1     | 1       | 17    |
| 2022/23 | 8         | 1              | 1            | 2                 | 2                         | 0              | 1      | 0     | 0                       | 0          | 0     | 1     | 1       | 17    |
| 2023/24 | 8         | 3              | 1            | 2                 | 2                         | 0              | 1      | 0     | 0                       | 0          | 0     | 1     | 1       | 19    |
| 2024/25 | 8         | 3              | 1            | 2                 | 1                         | 0              | 1      | 0     | 0                       | 0          | 0     | 1     | 1       | 18    |